# Ed Rubinoff
Edward Georges Rubinoff detto Ed (Brooklyn, 12 luglio 1935) è un ex tennista statunitense.

## Carriera
A livello giovanile ha conquistato gli Orange Bowl nel 1952, tra gli adulti i risultati migliori li ha ottenuti nel doppio misto, in questa disciplina ha raggiunto tre finali agli U.S. National Championships senza tuttavia riuscire a conquistare il titolo. Le prime due finali le ha disputate in coppia con l'australiana Judy Tegart mentre l'ultima insieme alla connazionale Carol Aucamp.
Vanta diverse partecipazioni sia sulla terra del Roland Garros che a Wimbledon senza aver ottenuto risultanti rilevanti.

## Finali del Grande Slam

### Doppio misto

#### Finali perse (3)
| Anno | Torneo                      | Compagna     | Avversari in finale          | Punteggio      |
| 1963 | U.S. National Championships | Judy Tegart  | Margaret Smith Ken Fletcher  | 6–3, 6–8, 2–6  |
| 1964 | U.S. National Championships | Judy Tegart  | Margaret Smith John Newcombe | 6–10, 6–4, 3–6 |
| 1966 | U.S. National Championships | Carol Aucamp | Donna Floyd Owen Davidson    | 1–6, 3–6       |